# Ґваюла
Ґваю́ла (Parthenium) — рід північноамериканських чагарників із родини складноцвітих.
Назва Parthenium — похідна від грецької назви рослини, παρθένιον (партеніон). Назва, очевидно, походить від грецького слова παρθένος (партенос), що означає «незаймана» і перегукується з апоміктичним способом розмноження.
Parthenium під місцевою назвою Ґаджар-Ґганс — найпоширеніший інвазійний вид в Індії. Рослина Partheniym hysterophorus викликає зараження молока у худоби, а також викликає порушення роботи органів дихання у людей.
Представники роду широко відомі під англійською назвою feverfew. Серед відомих видів — ґваюла срібляста (P. argentatum), який використовувався як замінник гуми, особливо під час Другої світової війни; а також P. hysterophorus, серйозний інвазивний вид у Старому Світі.

## Використання
- У Північній Америці люди племені апачів джикарілла використовували Parthenium incanum як лікарську рослину[10].
- Сік ґваюли сріблястої (P. argentatum) збирають для виробництва латексу.

## Види
- Parthenium alpinum (Nutt.) Torr. & A.Gray — Arkansas River feverfew — NM CO WY
- Parthenium argentatum A.Gray — Guayule — TX, Coahuila, Guanajuato, Nuevo León, San Luis Potosí, Zacatecas
- Parthenium cineraceum Rollins — Bolivia, Paraguay
- Parthenium confertum A.Gray — Gray's feverfew — AZ NM TX Chihuahua, Coahuila, Nuevo León, San Luis Potosí, Querétaro, Tamaulipas
- Parthenium fruticosum Less. — from Tamaulipas to Chiapas
- Parthenium hysterophorus L. — Santa Maria feverfew, whitetop weed — widespread in North + South America
- Parthenium incanum Kunth — mariola — NV UT AZ NM TX Chihuahua, Coahuila, Durango, Hidalgo, Nuevo León, San Luis Potosí, Zacatecas
- Parthenium integrifolium L. — American feverfew, wild quinine — from TX to MA + MN
- Parthenium ligulatum (M.E. Jones) Barneby — Colorado feverfew — CO UT
- Parthenium rollinsianum Rzed. — San Luis Potosí
- Parthenium schottii Greenm. ex Millsp. & Chase — Yucatán
- Parthenium tomentosum DC. — Oaxaca, Puebla

## Галерея

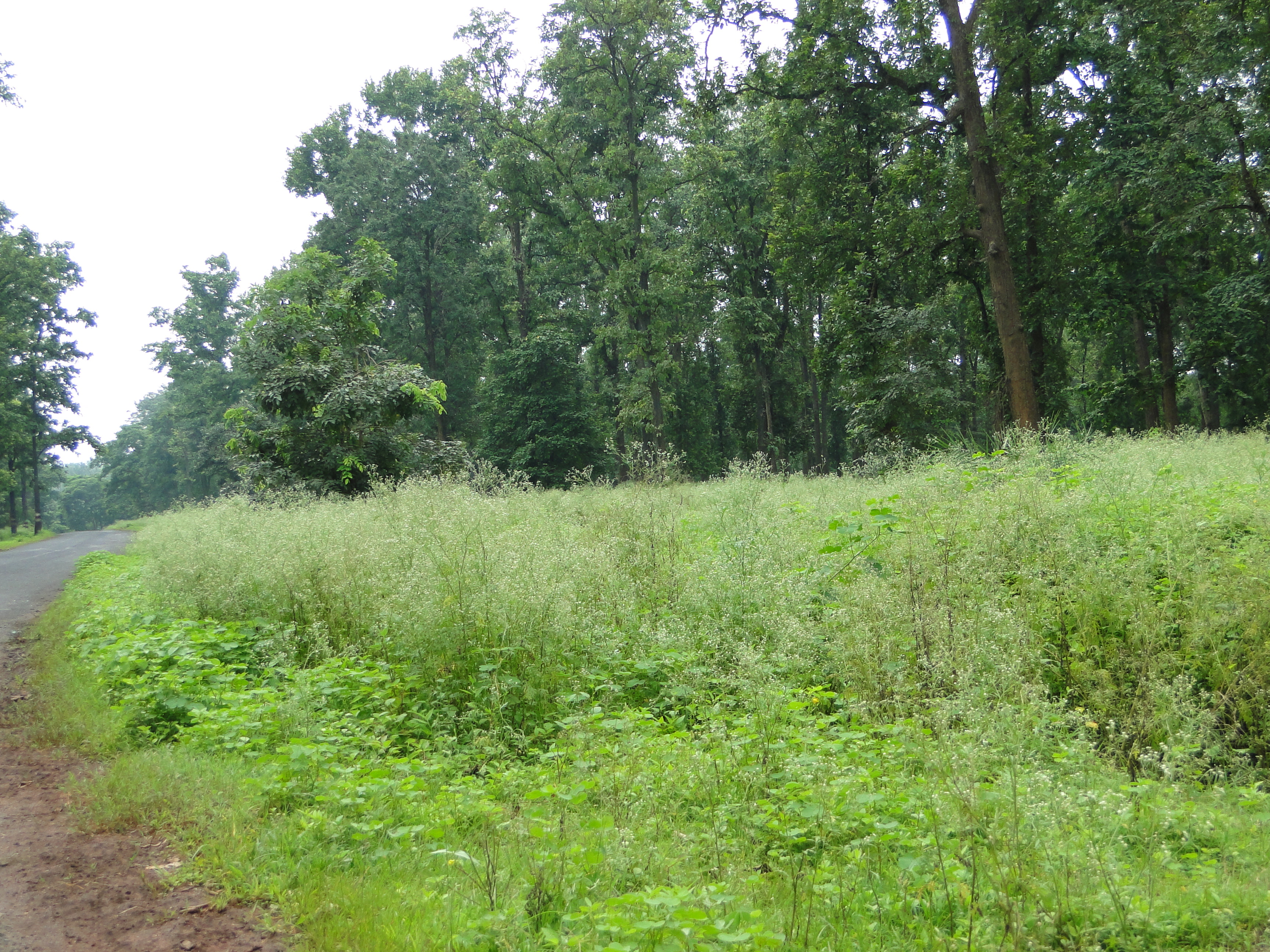
Parthenium hysterophorus при дорозі в заповіднику тигрів Ачанакмар (Індія).

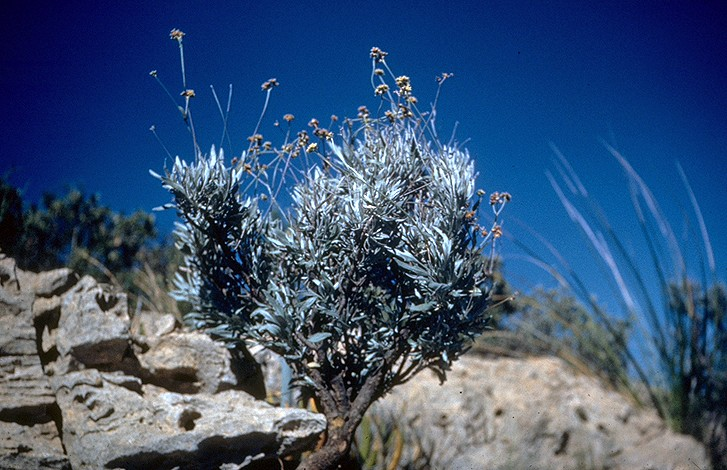
Parthenium argentatum
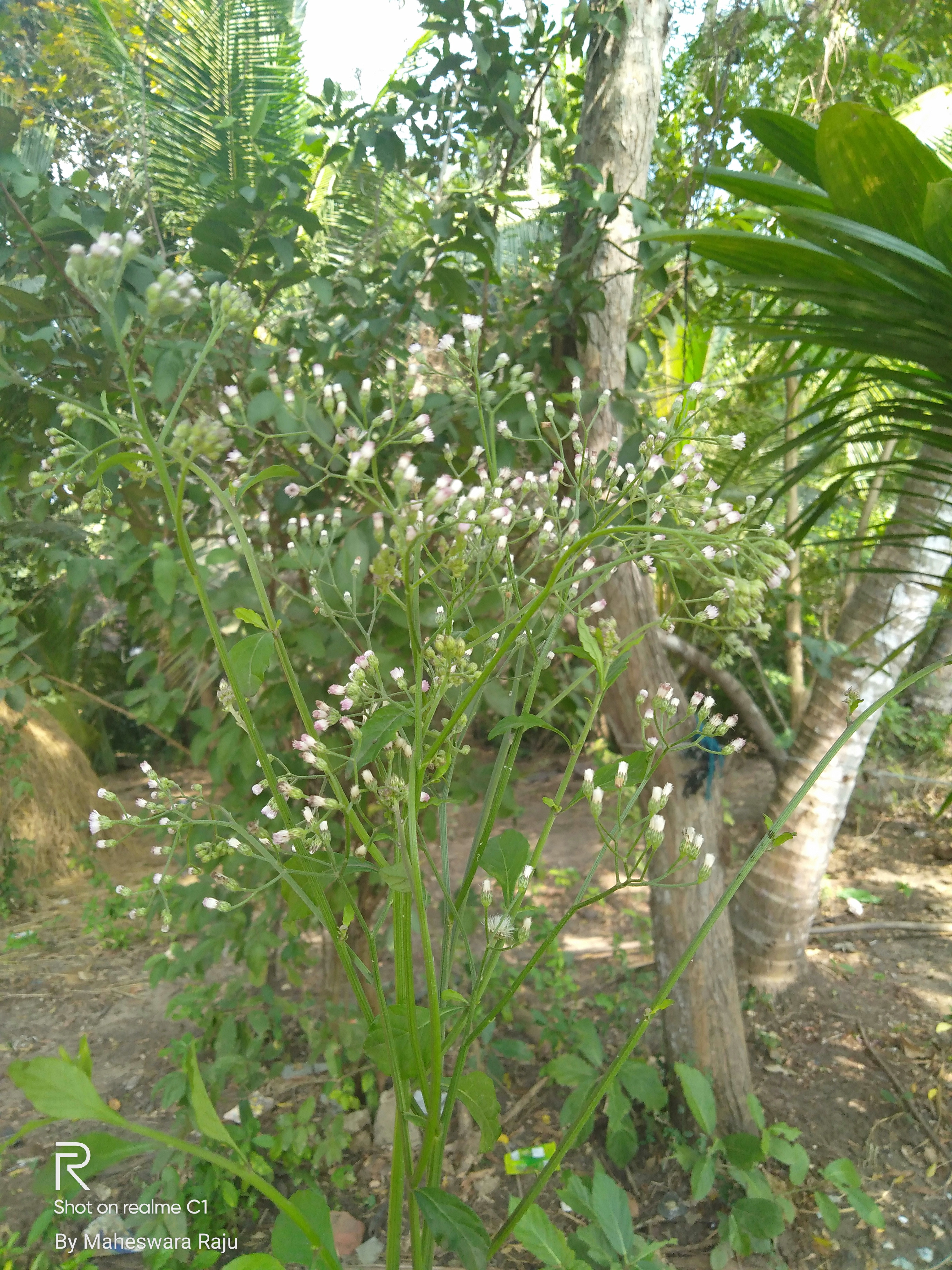
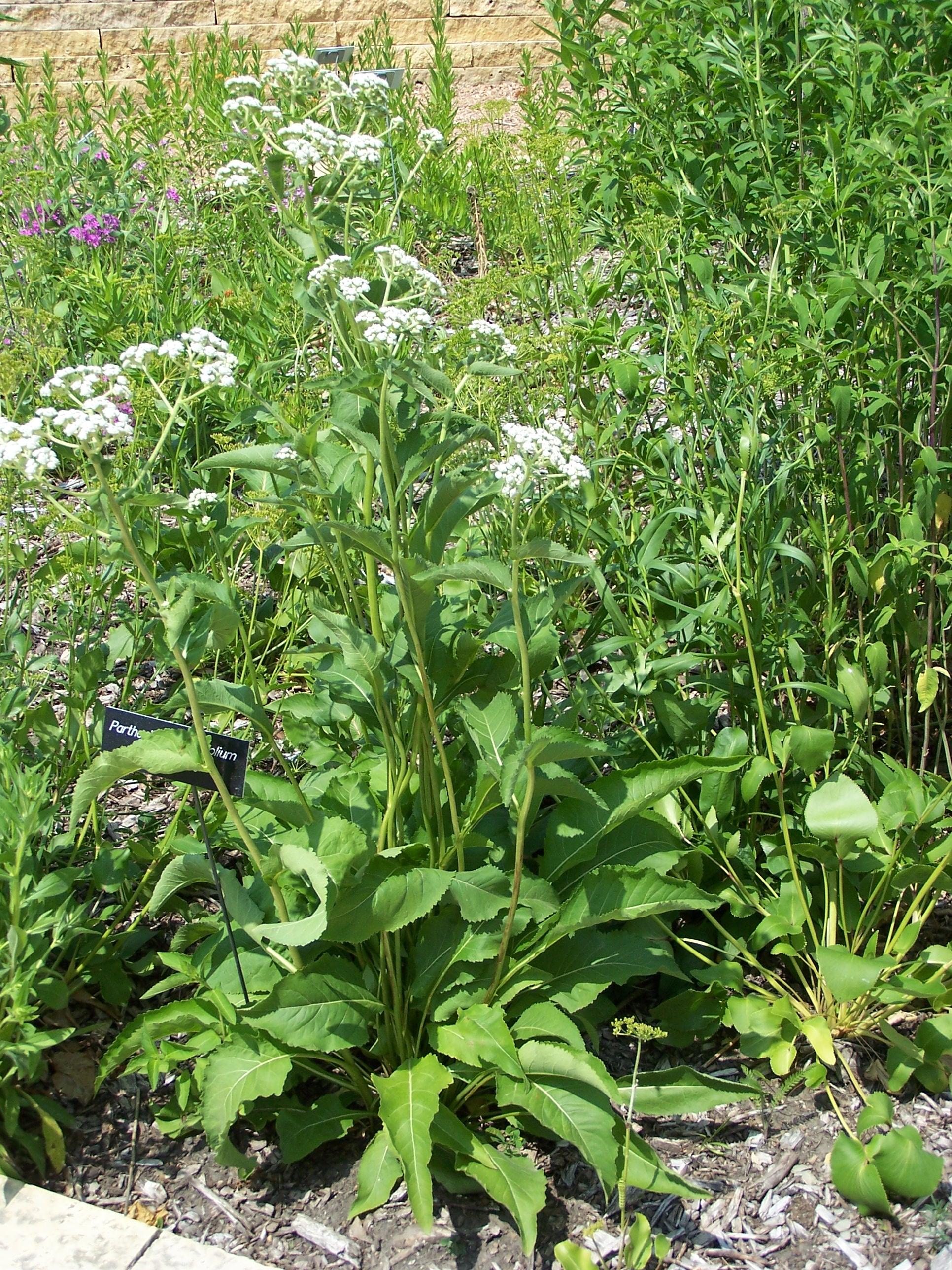
Parthenium integrifolium

## Додаткова інформація
- Centre for Agriculture and Bioscience International Invasive Species Compendium (26 лютого 2019). Parthenium in Malaysia. [Архівовано 3 травня 2021 у Wayback Machine.]